# Плопиј Славицешти (Телеорман)
Плопиј Славицешти (рум. Plopii Slăviţeştí) насеље је у Румунији у округу Телеорман у општини Плопиј Славицешти. Oпштина се налази на надморској висини од 70 m.

## Становништво
Према подацима из 2011. године у насељу је живело 4716 становника.